# Sternschanze station
Sternschanze är en pendeltågs- samt tunnelbanestation i Hamburg, Tyskland. Stationen trafikeras av Hamburgs pendeltåg och Hamburgs tunnelbana och ligger i stadsdelen Sternschanze, Altona. Järnvägsstationen öppnade 1903 och tunnelbanestationen 1912. Detta är en knutpunkt där tre pendeltågslinjer S2 och S5 trafikerar tillsammans med tunnelbanans linje U3. S-Bahnstationen ligger längs Hamburg-Altona länken.

## Bilder

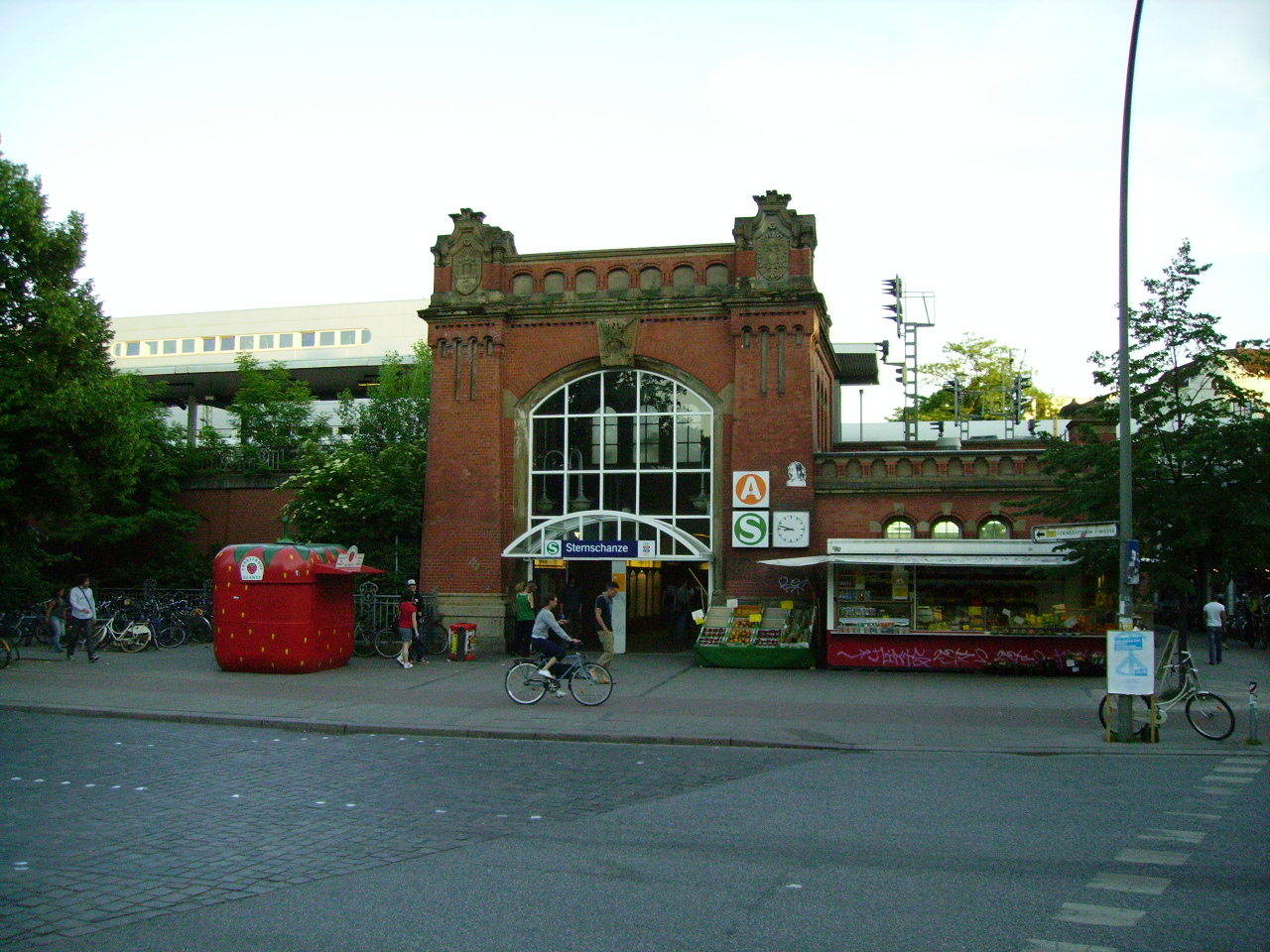
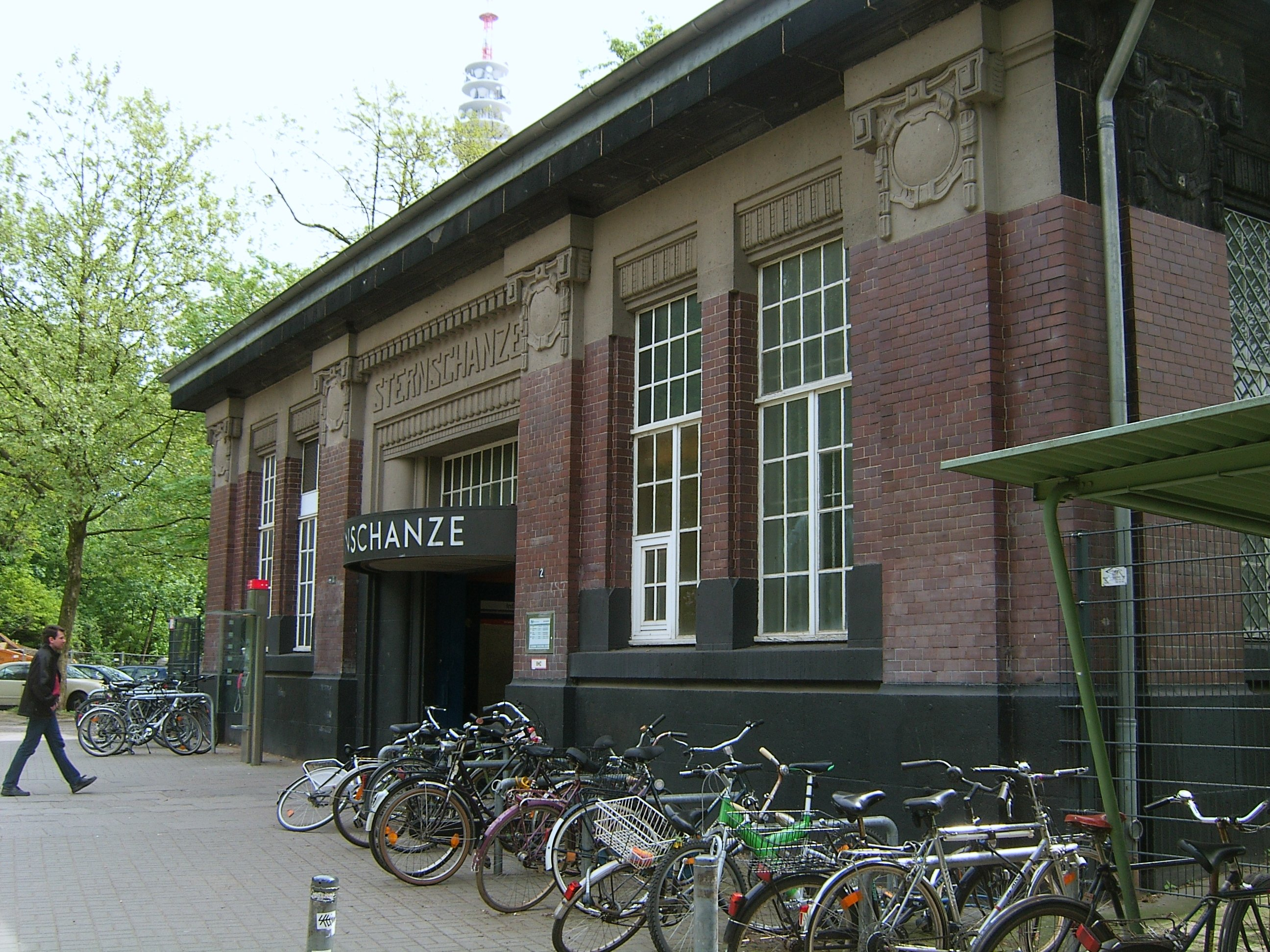
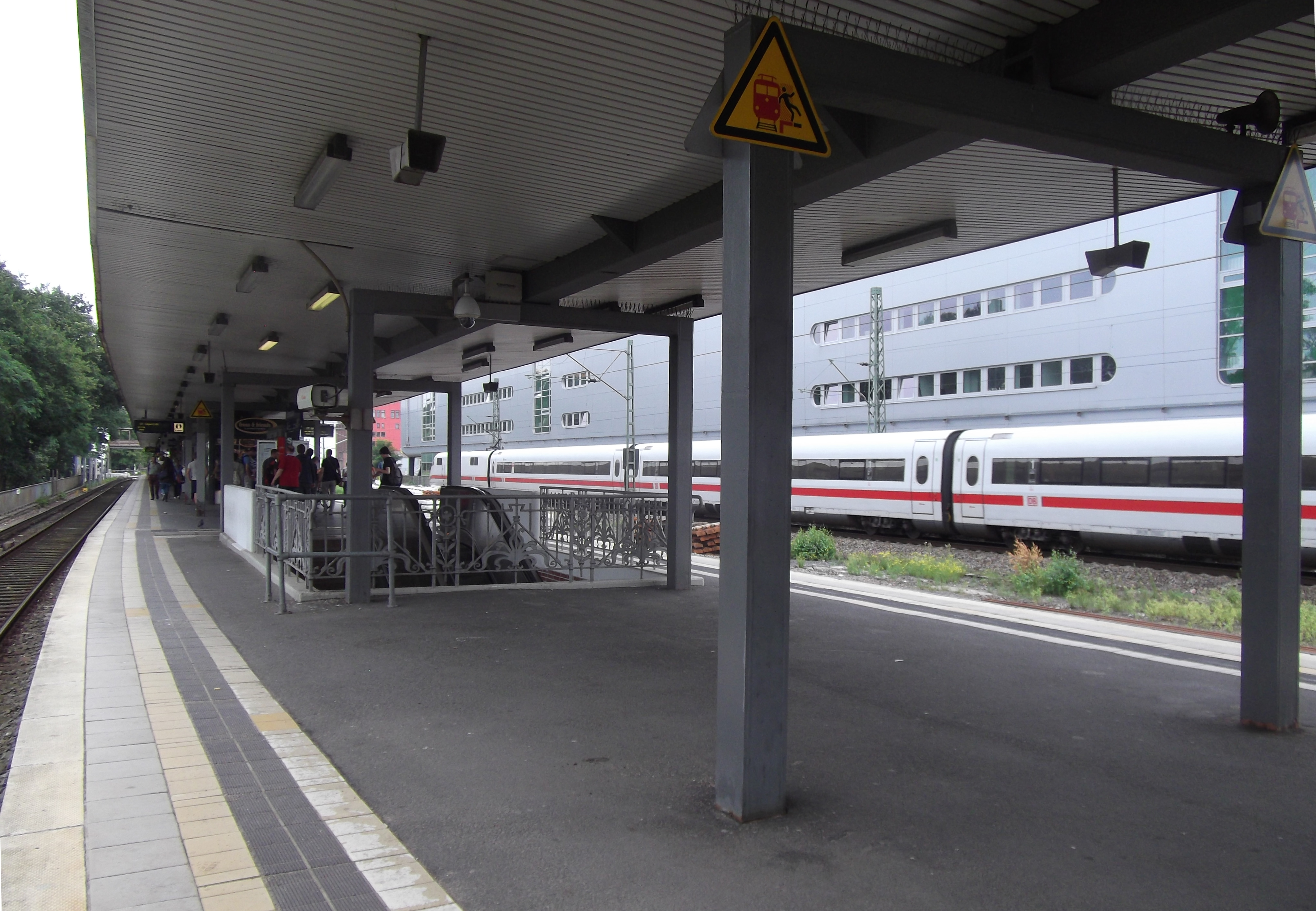
S-Bahn
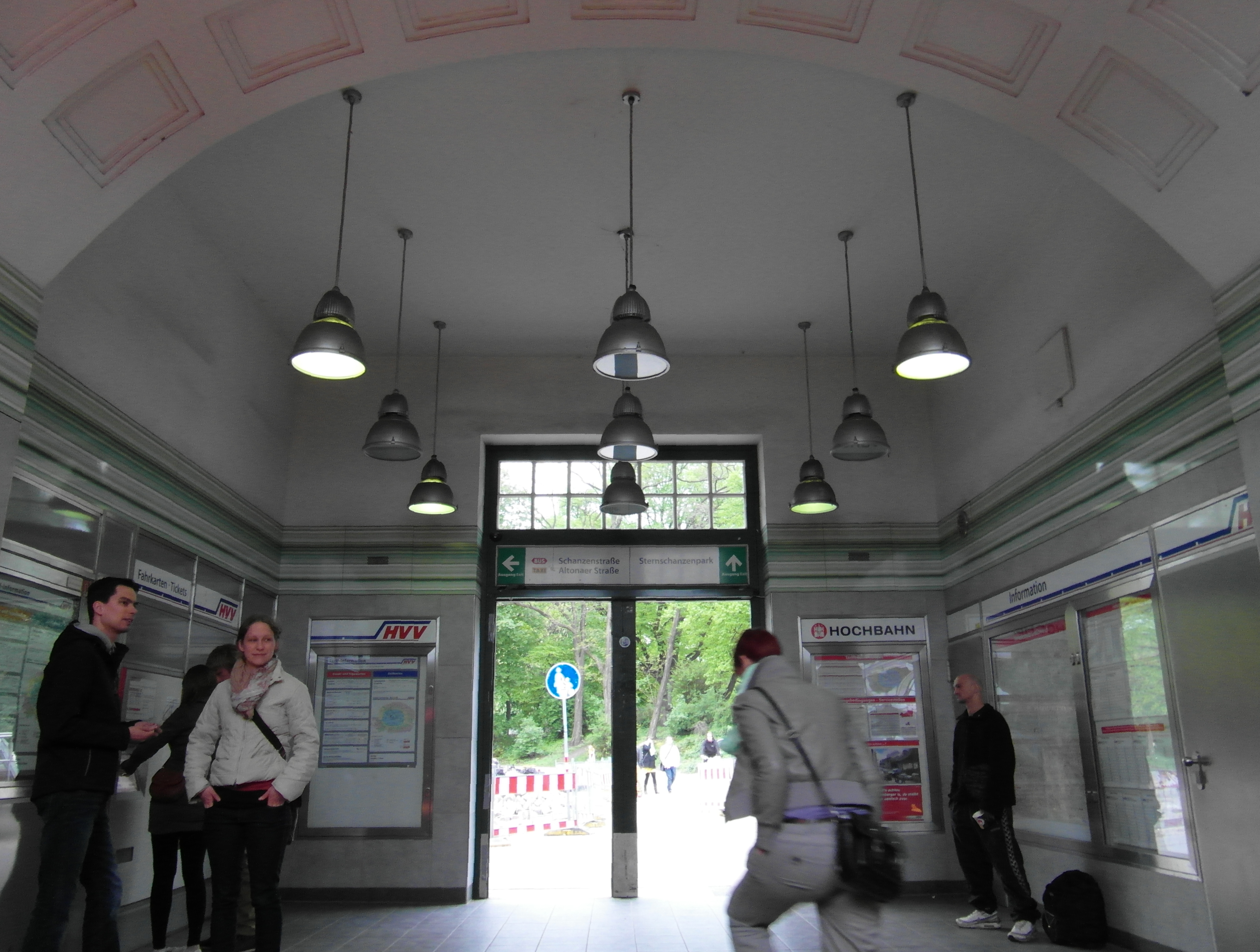
Entréhallen
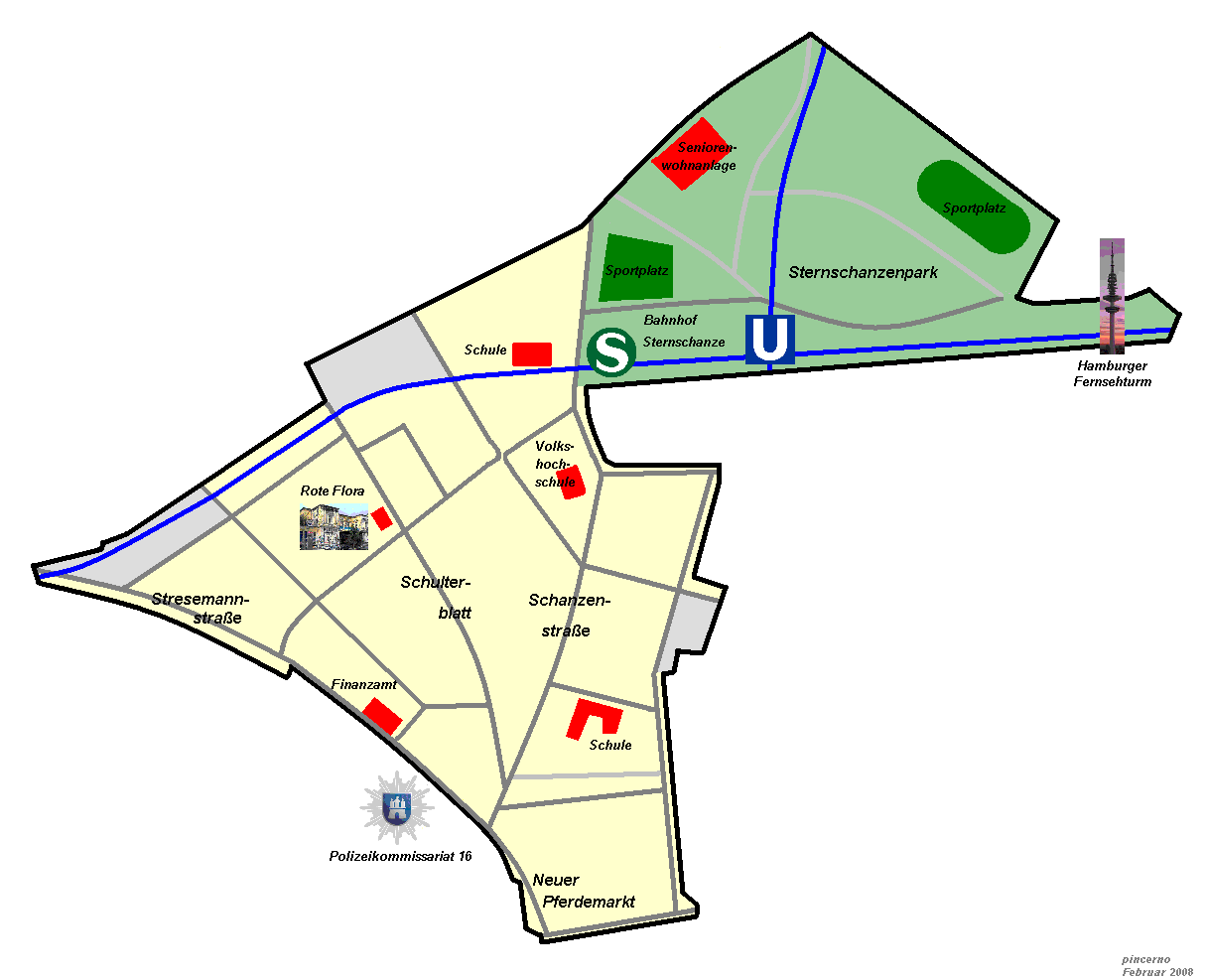
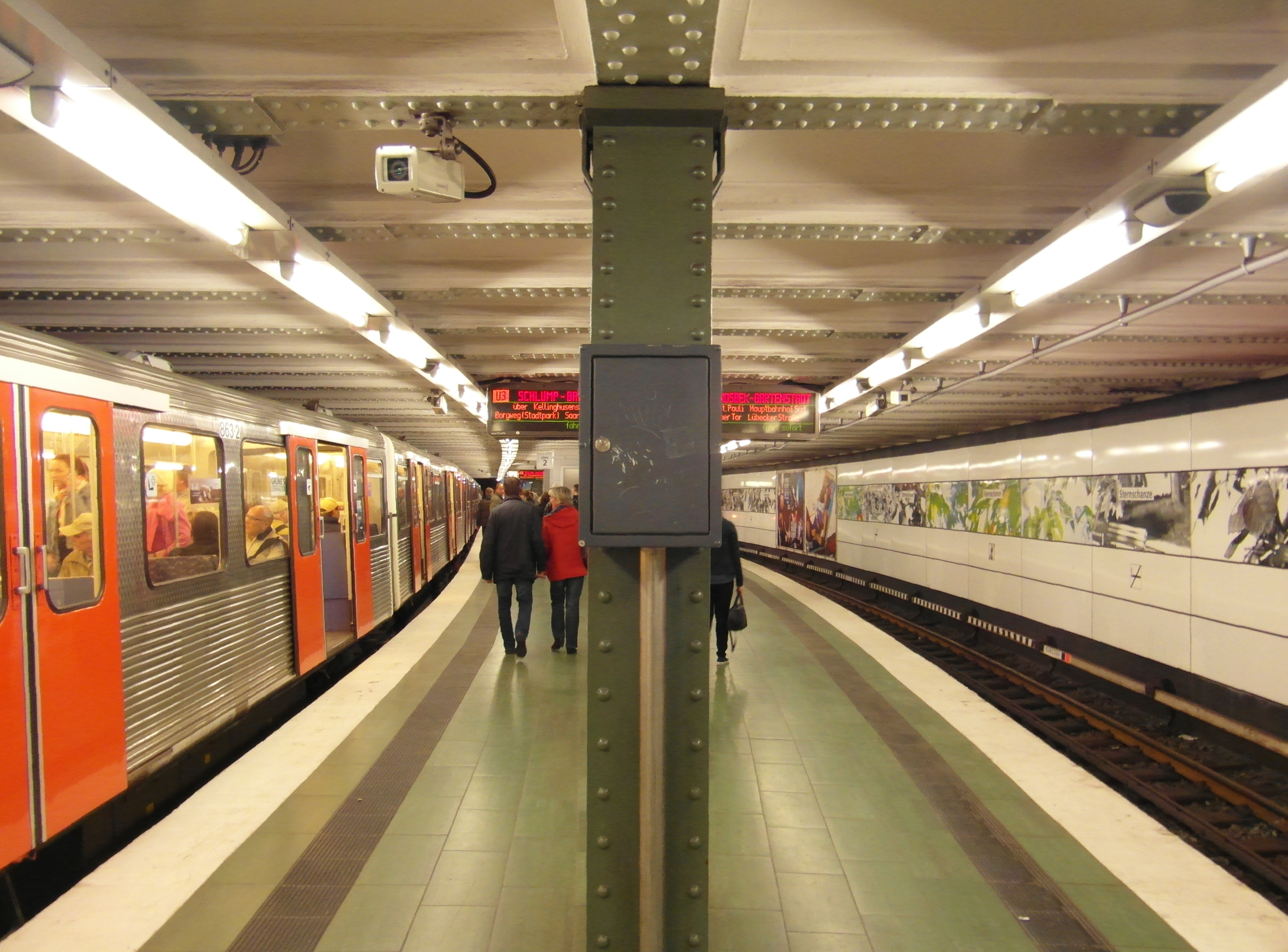
U-Bahn
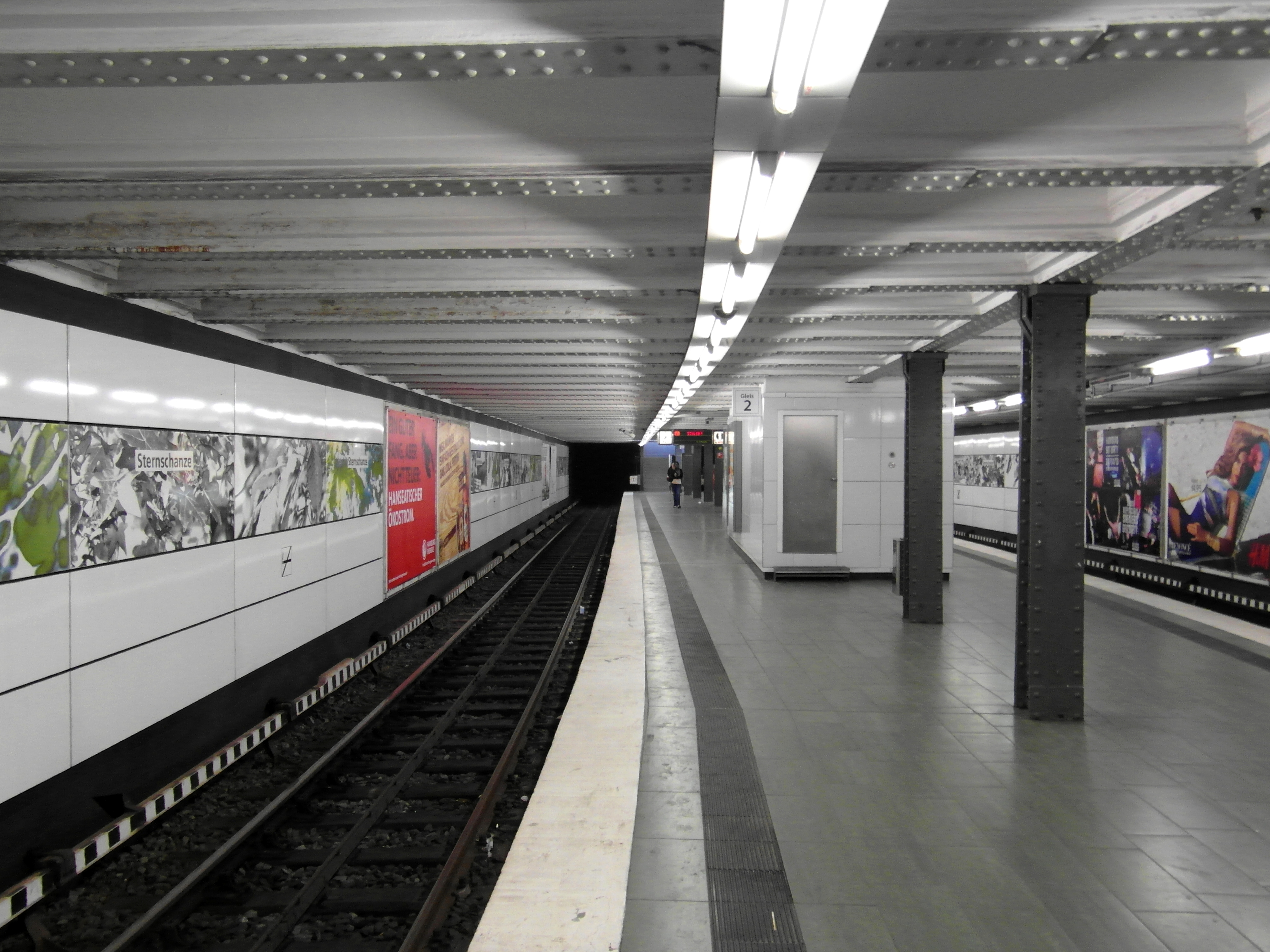
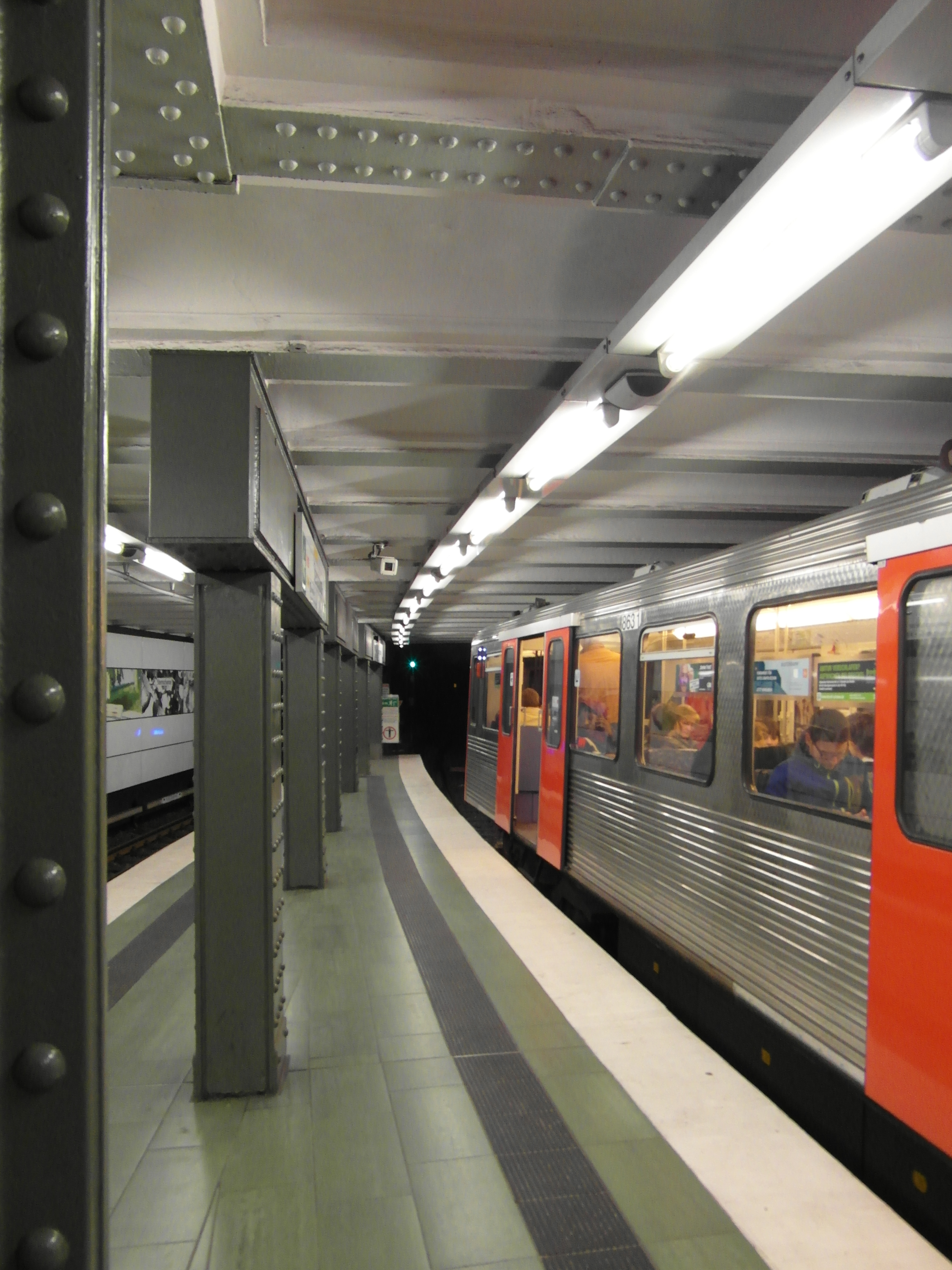